# Tilka
Tilka je novela, ki jo je slovenski pisatelj Simon Jenko napisal leta 1858.
Besedilo je v marsičem podobno Jurčičevi Telečji pečenki. Glavna oseba je prav tako mali človek. V tem primeru gre za 25-letnega fanta po imenu Tilka, za katerega skrbijo starši in ki mu življenje teče po ustaljenih tirnicah. Ni najbolj pameten, je pa dobrega srca. Ko mu oče pove, da se mora poročiti in da mu je že izbral nevesto, ga pograbi panika, a ustreže očetu in gre snubit nevesto, ki je precej starejša od njega. Ko se približa njeni hiši, sliši, da se nevesta skupaj s starši norčuje iz njega, vendar ga to ne prizadane. Še več, celo norčuje se iz sebe z besedami »Nekoč bi se skoraj poročil ...«.
Snov za Tilko je Jenko vzel iz godčevske tradicije. Godci so namreč v starih časih hodili po vaseh in prepevali o usodi malih ljudi, kar so kmetje vedno radi poslušali, saj so bili zaradi svoje bede in revščine vedno veseli, če je šlo še komu slabše od njih.

## Tilka
Novela Tilka je sestavljena iz treh kratkih poglavij, v kateri pripovedovalec zgoščeno predstavi tri življenjske položaje nerodnega in telesno nebogljenega kmečkega fanta. Dogajanje je omejeno na en sam dogodek – junakovo ženitev. Ker Tilka zaradi telesne hibe ne more v vojsko, je izpostavljen posmehovanju in izključitvi iz družbe. Živi v kmečki hiši z materjo in očetom. Ko dopolni 25 let, mu oče pove, da se mora poročiti in ga pošlje k izbrani nevesti za snubitev. Kljub strahu se odpravi na pot. Ko se približa nevestini hiši, vzbudi posmeh, in Tilka osramočeno zbeži domov.